# مقاطعة ماساللي
مقاطعة ماساللي (بالأذرية: Masallı rayonu)‏ هي إحدى مقاطعات أذربيجان. يقدر عدد سكانها بـ 184,900 نسمة ومساحتها 721 كم2 .

## سكن
تاريخ 1 يناير 2014، ويعيش 211951 شخص في المنطقة، وفقا لتقارير رسمي Azstat.